# أميد قرباني
أوميد قرباني (الفارسية: امید قربانی) هو مدافع إيراني يلعب حاليًا لصالح نادي نادي صبا قم الإيراني.

## المسيرة مع الأندية

### البدر بندر كنك
بدأ مسيرته مع نادي البدر بندر كنك من الفئات السنية. شارك لأول مرة مع نادي البدر بندر كنك في 25 سبتمبر 2013 أمام نادي مس رفسنجان كأساسي.

### صبا قم
انضم إلى نادي صبا قم في 2 يونيو 2014 بعقد لمدة 3 سنوات. خاض أول مباراة له ضد نادي ذوب آهن أصفهان في 31 يوليو 2014 كأساسي.

## إحصاءات المسيرة مع الأندية
آخر تحديث 27 ديسمبر 2014..
| النادي         | الدوري                  | الموسم   | الدوري  | الدوري | كأس حذفي | كأس حذفي | آسيا    | آسيا  | الإجمالي | الإجمالي |
| النادي         | الدوري                  | الموسم   | مباريات | أهداف  | مباريات  | أهداف    | مباريات | أهداف | مباريات  | أهداف    |
| -------------- | ----------------------- | -------- | ------- | ------ | -------- | -------- | ------- | ----- | -------- | -------- |
| البدر بندر كنك | دوري آزادغان            | 2013–14  | 11      | 1      | 0        | 0        | –       | –     | 11       | 1        |
| صبا قم         | دوري المحترفين الإيراني | 2014–15  | 6       | 0      | 1        | 0        | –       | –     | 7        | 0        |
| الإجمالي       | الإجمالي                | الإجمالي | 17      | 1      | 1        | 0        | 0       | 0     | 18       | 1        |

## المسيرة الدولية

### تحت 23 عامًا
تم استدعاؤه إلى معسكر تدريبي للمنتخب الإيراني من قبل نيلو فينغادا للتحضير لبطولة كرة القدم في الألعاب الآسيوية 2014 وبطولة آسيا تحت 22 سنة 2016 (تصفيات الأولمبياد الصيفي).

## وصلات خارجية
- أوميد قرباني في PersianLeague.com
- أوميد قرباني في IranLeague.ir